# Rancho Veloz
Rancho Veloz är en ort i Kuba.   Den ligger i provinsen Provincia de Villa Clara, i den nordvästra delen av landet, 210 km öster om huvudstaden Havanna. Rancho Veloz ligger 61 meter över havet och antalet invånare är 4 549.
Terrängen runt Rancho Veloz är platt. Runt Rancho Veloz är det ganska glesbefolkat, med 24 invånare per kvadratkilometer. Närmaste större samhälle är Quemado de Güines, 17,6 km sydost om Rancho Veloz. Omgivningarna runt Rancho Veloz är en mosaik av jordbruksmark och naturlig växtlighet.